# Bertha Schrader
Pour les articles homonymes, voir Schrader.
Bertha Schrader (11 juin 1845 - 11 mai 1920) est une peintre, lithographe et graveuse sur bois allemande.

## Biographie
Bertha Schrader est née le 11 juin 1845 à Memel, en Lituanie. Elle a étudié avec le fils de Carl Graeb, Paul Graeb (1842-1892) à Berlin, et avec Paul Baum (1854-1932) à Dresde,. De 1882 à 1916, Bertha Schrader est membre de la Verein der Berliner Künstlerinnen (Association des artistes berlinois) où elle expose ses peintures. Elle a également été  membre de l'Association des femmes artistes de Dresde, et en a été la présidente.
Elle a exposé son travail au Woman's Building de l'Exposition universelle de 1893 à Chicago, dans l'Illinois.
Bertha Schrader est décédée le 11 mai 1920 à Dresde.

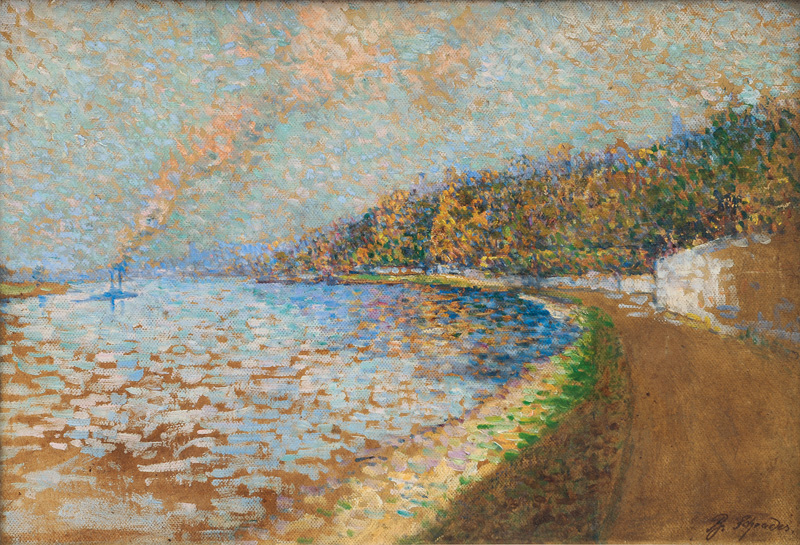
An der Elbe de Bertha Schrader